# Бедфорд (площад)
Площад Бедфорд е площад в район Блумсбъри в Лондон, Англия.
Построен е между 1775 и 1783 като жилищен район за средната класа и има редица известни жители, включително Лорд Елдън, който живял в най-голямата къща на площада в продължение на много години.
Площад Бедфорд е един от най-добре запазените примери на архитектурата от този период, но днес повечето сгради са превърнати в офиси. Централната градина все още е частна собственост.

## Сини табелки
Няколко къщи имат сини табелки с написани имената на известни жители:
- Хари Рикардо
- Томас Ходжкин
- Томас Уейкли
- Антъни Хоуп Хокинс
- Уилям Батърфайлд
- Елизабет Рийд
- Рам Рой
- Лорд Елдън